# Jürgen Kramny
Jürgen Kramny (Ludwigsburg, 1971. október 18. –) német labdarúgó-középpályás, edző.